# Puchar Zdobywców Pucharów w piłce siatkowej (1987/1988)
Puchar Zdobywców Pucharów w piłce siatkowej 1987/1988 (oficjalna nazwa: CEV Cup Winners' Cup 1987/1988) – 16. edycja Pucharu Zdobywców Pucharów zorganizowana przez Europejską Konfederację Piłki Siatkowej (CEV) w ramach europejskich pucharów. Zainaugurowana została 8 listopada 1987 roku.
Rozgrywki składały się z I rundy, 1/8 finału, ćwierćfinałów oraz turnieju finałowego. Drużyny rywalizowały w systemie pucharowym. W I rundzie, 1/8 finału oraz ćwierćfinałach w parach rozgrywane były dwumecze.
Turniej finałowy odbył się w dniach 19-21 lutego 1988 roku w Bolonii. W ramach turnieju finałowego odbyły się mecze o rozstawienie, półfinały, mecz o 3. miejsce i finał. Puchar Zdobywców Pucharów zdobył klub Maxicono Parma, który w finale pokonał Camst Bologna. Trzecie miejsce zajął Lewski-Spartak Sofia.
Puchar Zdobywców Pucharów był drugim w hierarchii europejskich pucharów turniejem w sezonie 1987/1988 po Pucharze Europy Mistrzów Krajowych.

## Drużyny uczestniczące
| Państwo        | Drużyna                     |
| -------------- | --------------------------- |
| Austria        | WAT Kagram                  |
| Belgia         | KVC Zonhoven                |
| Bułgaria       | Lewski-Spartak Sofia        |
| Czechosłowacja | Rudá hvězda Praha           |
| Cypr           | APOEL Nikozja               |
| Finlandia      | Varkauden Tarmo             |
| Francja        | AS Grenoble                 |
| Grecja         | Panathinaikos AO            |
| Hiszpania      | CV Salesianos Atocha        |
| Holandia       | Delta Lloyd AMVJ Amstelveen |
| Jugosławia     | AOK Mladost Zagrzeb         |
| Luksemburg     | VC Marmer                   |
| Norwegia       | Brøstadbotn IL              |
| Portugalia     | FC Porto                    |
| RFN            | Fortuna Bonn                |
| Szwecja        | Sollentuna VK               |
| Turcja         | Eczacıbaşı                  |
| Węgry          | Tungsram SC                 |
| Włochy         | Maxicono Parma              |
| Włochy         | Camst Bologna               |
| ZSRR           | Radiotehniķis Ryga          |

## Rozgrywki

### I runda
| Data                                   | Drużyna 1            | Wynik | Drużyna 2     | 1     | 2     | 3     | 4    | 5 | * |
| -------------------------------------- | -------------------- | ----- | ------------- | ----- | ----- | ----- | ---- | - | - |
| 8.11.1987                              | VC Marmer            | 0:3   | Tungsram SC   |       |       |       |      |   |   |
| 14.11.1987                             | VC Marmer            | 0:3   | Tungsram SC   |       |       |       |      |   |   |
| 8.11.1987                              | Varkauden Tarmo      | 3:1   | Sollentuna VK | 15:6  | 15:5  | 13:15 | 15:3 |   |   |
| 15.11.1987                             | Varkauden Tarmo      | 3:1   | Sollentuna VK | 15:4  | 12:15 | 15:7  | 15:9 |   |   |
| 8.11.1987                              | Brøstadbotn IL       | 0:3   | KVC Zonhoven  | 15:17 | 4:15  | 6:15  |      |   |   |
| 15.11.1987                             | Brøstadbotn IL       | 1:3   | KVC Zonhoven  | 1:15  | 9:15  | 20:18 | 4:15 |   |   |
| 8.11.1987                              | APOEL                | 0:3   | WAT Kagram    |       |       |       |      |   |   |
| 15.11.1987                             | APOEL                | 1:3   | WAT Kagram    | 6:15  | 4:15  | 15:13 | 4:15 |   |   |
| 8.11.1987                              | CV Salesianos Atocha | 3:0   | FC Porto      | 15:6  | 15:3  | 15:7  |      |   |   |
| 15.11.1987                             | CV Salesianos Atocha | 3:0   | FC Porto      |       |       |       |      |   |   |
| Po lewej gospodarze pierwszych meczów. |                      |       |               |       |       |       |      |   |   |

### 1/8 finału
| Data                                   | Drużyna 1            | Wynik | Drużyna 2                   | 1     | 2     | 3     | 4    | 5     | * |
| -------------------------------------- | -------------------- | ----- | --------------------------- | ----- | ----- | ----- | ---- | ----- | - |
| 6.12.1987                              | AOK Mladost Zagrzeb  | 1:3   | Maxicono Parma              |       |       |       |      |       |   |
| 12.12.1987                             | AOK Mladost Zagrzeb  | 0:3   | Maxicono Parma              |       |       |       |      |       |   |
| 6.12.1987                              | Tungsram SC          | 3:1   | Delta Lloyd AMVJ Amstelveen | 15:2  | 13:15 | 15:8  | 15:9 |       |   |
| 13.12.1987                             | Tungsram SC          | 0:3   | Delta Lloyd AMVJ Amstelveen | 14:16 | 7:15  | 6:15  |      |       |   |
| 5.12.1987                              | Camst Bologna        | 3:0   | Fortuna Bonn                | 15:10 | 15:9  | 15:10 |      |       |   |
| 13.12.1987                             | Camst Bologna        | 3:0   | Fortuna Bonn                |       |       |       |      |       |   |
| 5.12.1987                              | Eczacıbaşı           | 3:2   | AS Grenoble                 | 12:15 | 15:12 | 15:13 | 7:15 | 15:8  |   |
| 12.12.1987                             | Eczacıbaşı           | 0:3   | AS Grenoble                 |       |       |       |      |       |   |
| 5.12.1987                              | Lewski-Spartak Sofia | 3:0   | Varkauden Tarmo             | 15:7  | 15:6  | 15:2  |      |       |   |
| 13.12.1987                             | Lewski-Spartak Sofia | 0:3   | Varkauden Tarmo             | 13:15 | 10:15 | 6:15  |      |       |   |
| 5.12.1987                              | Radiotehniķis Ryga   | 3:0   | KVC Zonhoven                | 15:9  | 15:13 | 15:13 |      |       |   |
| 13.12.1987                             | Radiotehniķis Ryga   | 3:0   | KVC Zonhoven                | 15:10 | 15:7  | 15:1  |      |       |   |
| 6.12.1987                              | WAT Kagram           | 0:3   | Rudá hvězda Praha           |       |       |       |      |       |   |
| 7.12.1987                              | WAT Kagram           | 2:3   | Rudá hvězda Praha           | 10:15 | 15:7  | 15:5  | 8:15 | 14:16 |   |
| 5.12.1987                              | Panathinaikos AO     | 3:0   | CV Salesianos Atocha        |       |       |       |      |       |   |
| 12.12.1987                             | Panathinaikos AO     | 3:0   | CV Salesianos Atocha        | 17:15 | 15:11 | 21:19 |      |       |   |
| Po lewej gospodarze pierwszych meczów. |                      |       |                             |       |       |       |      |       |   |

### Ćwierćfinały
| Data                                   | Drużyna 1                   | Wynik | Drużyna 2          | 1     | 2     | 3     | 4     | 5     | * |
| -------------------------------------- | --------------------------- | ----- | ------------------ | ----- | ----- | ----- | ----- | ----- | - |
| 13.01.1988                             | Delta Lloyd AMVJ Amstelveen | 1:3   | Maxicono Parma     | 9:15  | 14:16 | 15:9  | 10:15 |       |   |
| 20.01.1988                             | Delta Lloyd AMVJ Amstelveen | 0:3   | Maxicono Parma     | 5:15  | 3:15  | 8:15  |       |       |   |
| 13.01.1988                             | Camst Bologna               | 3:2   | AS Grenoble        |       |       |       |       |       |   |
| 20.01.1988                             | Camst Bologna               | 3:0   | AS Grenoble        |       |       |       |       |       |   |
| 13.01.1988                             | Lewski-Spartak Sofia        | 3:1   | Radiotehniķis Ryga | 15:6  | 13:15 | 15:11 | 15:13 |       |   |
| 20.01.1988                             | Lewski-Spartak Sofia        | 3:2   | Radiotehniķis Ryga | 15:6  | 15:4  | 9:15  | 14:16 | 15:12 |   |
| 13.01.1988                             | Panathinaikos AO            | 3:1   | Rudá hvězda Praha  | 11:15 | 15:7  | 15:8  | 15:12 |       |   |
| 20.01.1988                             | Panathinaikos AO            | 0:3   | Rudá hvězda Praha  | 3:15  | 9:15  | 9:15  |       |       |   |
| Po lewej gospodarze pierwszych meczów. |                             |       |                    |       |       |       |       |       |   |

### Turniej finałowy
Miejsce:  Bolonia

#### Mecze o rozstawienie
| Data       | Drużyna 1            | Wynik | Drużyna 2         | 1     | 2     | 3     | 4 | 5 | * |
| ---------- | -------------------- | ----- | ----------------- | ----- | ----- | ----- | - | - | - |
| 19.02.1987 | Maxicono Parma       | 3:0   | Camst Bologna     | 15:10 | 15:13 | 15:10 |   |   |   |
| 19.02.1987 | Lewski-Spartak Sofia | 0:3   | Rudá hvězda Praha | 11:15 | 11:15 | 1:15  |   |   |   |

#### Półfinał
| Data       | Drużyna 1         | Wynik | Drużyna 2            | 1     | 2     | 3     | 4 | 5 | * |
| ---------- | ----------------- | ----- | -------------------- | ----- | ----- | ----- | - | - | - |
| 20.02.1987 | Maxicono Parma    | 3:0   | Lewski-Spartak Sofia | 15:12 | 15:10 | 15:10 |   |   |   |
| 20.02.1987 | Rudá hvězda Praha | 0:3   | Camst Bologna        | 6:15  | 3:15  | 7:15  |   |   |   |

#### Mecz o 3. miejsce
| Data       | Drużyna 1            | Wynik | Drużyna 2         | 1     | 2    | 3    | 4 | 5 | * |
| ---------- | -------------------- | ----- | ----------------- | ----- | ---- | ---- | - | - | - |
| 21.02.1987 | Lewski-Spartak Sofia | 3:0   | Rudá hvězda Praha | 15:11 | 15:4 | 15:8 |   |   |   |

#### Finał
| Data       | Drużyna 1      | Wynik | Drużyna 2     | 1    | 2     | 3     | 4 | 5 | * |
| ---------- | -------------- | ----- | ------------- | ---- | ----- | ----- | - | - | - |
| 21.02.1987 | Maxicono Parma | 3:0   | Camst Bologna | 15:7 | 15:11 | 15:10 |   |   |   |

## Klasyfikacja końcowa
| Miejsce | Drużyna              |
| ------- | -------------------- |
| 1.      | Maxicono Parma       |
| 2.      | Camst Bologna        |
| 3.      | Lewski-Spartak Sofia |
| 4.      | Rudá hvězda Praha    |